# Lödöse landskommun
Lödöse landskommun var en tidigare kommun i dåvarande Älvsborgs län.

## Administrativ historik
Kommunen bildades vid storkommunreformen 1952 genom sammanläggning av de tidigare kommunerna Ale-Skövde, Sankt Peder och Tunge. Kommunen fick sin namn från tätorten Lödöse som blev centralort. Den ägde bestånd fram till utgången av år 1970. Den 1 januari 1971 uppgick dess område i nybildade Lilla Edets kommun.
Kommunkoden var 1518.
Lödöse kommuns fullmäktige diskuterade om en sammanslagning med dåvarande Skepplanda kommun (numer Ale kommun) var ett bättre alternativ, och bilda Lödöse storkommun. Valet föll på storkommunen Lilla Edet.[källa behövs]

### Kyrklig tillhörighet
I kyrkligt hänseende tillhörde kommunen församlingarna Ale-Skövde, Sankt Peder och Tunge. Dessa församlingar slog ihop 2010 att bilda Lödöse församling.

## Kommunvapnet
Blasonering: I fält av guld från en av vågskura bildad stam av silver uppskjutande svart krenelerad portbyggnad med krenelerade, på snedsträvor vilande skyttegångar och med två krenelerade torn, vartdera avslutat med en kupol, krönt med en lilja.
Detta vapen, som fastställdes för Lödöse landskommun 1953, överfördes vid bildandet av Lilla Edets kommun år 1971 till denna.

## Geografi
Lödöse landskommun omfattade den 1 januari 1952 en areal av 104,77 km², varav 99,87 km² land.

### Tätorter i kommunen 1960
| Tätort        | Folkmängd |
| ------------- | --------- |
| Lödöse        | 549       |
| Göta, del ava | 53        |

Tätortsgraden i kommunen var den 1 november 1960 26,3 procent.

## Politik

### Mandatfördelning i valen 1950-1966
|  | 15 | 5 | 14 |

| 31 |

| 16 | 12 | 4 | 3 |

| 28 | 7 |

| 15 | 7 | 13 |

| 27 | 8 |

| 16 | 12 | 3 | 4 |

| 29 | 6 |

| 15 | 13 | 4 | 3 |

| 28 | 7 |